# Маломаксютово
Маломаксю́тово (рос. Маломаксютово, башк. Бәләкәй Мәҡсүт) — присілок у складі Ішимбайського району Башкортостану, Росія. Входить до складу Сайрановської сільської ради.
Населення — 207 осіб (2010; 215 в 2002).
Національний склад:
- башкири — 99%